# Ферфилд (Калифорнија)
Ферфилд (енгл. Fairfield) град је у америчкој савезној држави Калифорнија. По попису становништва из 2010. у њему је живело 105.321 становника.

## Географија
Ферфилд се налази на надморској висини од 4 m. Према Бироу за попис становништва Сједињених Америчких Држава, заузима укупну површину од 97,475 km², од чега је копно 94,839 km², а вода 2,635 km².

### Клима
| Клима (Ферфилд)            | Клима (Ферфилд) | Клима (Ферфилд) | Клима (Ферфилд) | Клима (Ферфилд) | Клима (Ферфилд) | Клима (Ферфилд) | Клима (Ферфилд) | Клима (Ферфилд) | Клима (Ферфилд) | Клима (Ферфилд) | Клима (Ферфилд) | Клима (Ферфилд) | Клима (Ферфилд) |
| Показатељ \ Месец          | .Јан.           | .Феб.           | .Мар.           | .Апр.           | .Мај.           | .Јун.           | .Јул.           | .Авг.           | .Сеп.           | .Окт.           | .Нов.           | .Дец.           | .Год.           |
| -------------------------- | --------------- | --------------- | --------------- | --------------- | --------------- | --------------- | --------------- | --------------- | --------------- | --------------- | --------------- | --------------- | --------------- |
| Средњи максимум, °C (°F)   | 13 (55)         | 16,4 (61,5)     | 18,8 (65,8)     | 21,7 (71,1)     | 25,6 (78,1)     | 29,1 (84,4)     | 31,7 (89,1)     | 31,6 (88,9)     | 30,3 (86,5)     | 25,7 (78,3)     | 18,6 (65,5)     | 13,3 (55,9)     | 23 (73)         |
| Средњи минимум, °C (°F)    | 3,1 (37,6)      | 5,1 (41,2)      | 6,3 (43,3)      | 7,7 (45,9)      | 10,2 (50,4)     | 12,2 (54)       | 13,3 (55,9)     | 13,3 (55,9)     | 12,5 (54,5)     | 9,9 (49,8)      | 5,9 (42,6)      | 3,3 (37,9)      | 8,6 (47,5)      |
| Количина падавина, mm (in) | 121,2 (47,72)   | 102,6 (40,39)   | 78,5 (30,91)    | 35,3 (13,9)     | 14 (5,5)        | 4,3 (1,69)      | 0,5 (0,2)       | 1,5 (0,59)      | 6,1 (2,4)       | 33 (13)         | 69,9 (27,52)    | 109,2 (42,99)   | 576,1 (226,81)  |
| [ тражи се извор ]         |                 |                 |                 |                 |                 |                 |                 |                 |                 |                 |                 |                 |                 |

## Демографија
Према попису становништва из 2010. у граду је живело 105.321 становника, што је 9.143 (9,5%) становника више него 2000. године.
|                   | 2010.            | 2000.           |
| Укупно            | 105 321 (100,0%) | 96 178 (100,0%) |
| Белци             | 37 091 (35,22%)  | 47 094 (48,97%) |
| Хиспаноамериканци | 28 789 (27,33%)  | 18 050 (18,77%) |
| Афроамериканци    | 16 586 (15,75%)  | 14 446 (15,02%) |
| Азијати           | 15 700 (14,91%)  | 10 471 (10,89%) |
| Остали            | 7 155 (6,794%)   | 6 117 (6,360%)  |